# Toray Arrows 2018-2019 (maschile)
Questa voce raccoglie le informazioni riguardanti i Toray Arrows nella stagione 2018-2019.

## Stagione
I Toray Arrows partecipano alla stagione 2018-19 senza alcuna denominazione sponsorizzata.
In V.League Division 1 ottengono un quinto posto in regular season, riuscendo poi a spingersi fino alle semifinali dei play-off scudetto, dove vengono eliminati dai JT Thunders, chiudendo il torneo al terzo posto. In Coppa dell'Imperatore si spingono in finale, perdendo anche in questo caso contro i JT Thunders, mentre al Torneo Kurowashiki si vedono la strada sbarrata dai Suntory Sunbirds in semifinale.

## Organigramma societario
Area direttiva
- Presidente: Haruo Yamano

Area tecnica
- Allenatore: Atsushi Kobayashi
- Assistente allenatore: Ayumu Shinoda, Yuta Abe

## Rosa
| N° | Nome              | Ruolo | Data di nascita   | Nazionalità sportiva |
| -- | ----------------- | ----- | ----------------- | -------------------- |
| 1  | Takaaki Tomimatsu | C     | 20 luglio 1984    | Giappone             |
| 2  | Kentarō Takahashi | C     | 8 febbraio 1995   | Giappone             |
| 3  | Yamato Fushimi    | C     | 24 dicembre 1991  | Giappone             |
| 4  | Antonin Rouzier   | O     | 18 agosto 1986    | Francia              |
| 5  | Yūta Yoneyama     | S     | 29 agosto 1984    | Giappone             |
| 6  | Shunsuke Watanabe | L     | 11 aprile 1988    | Giappone             |
| 7  | Yudai Minemura    | S     | 19 maggio 1994    | Giappone             |
| 8  | Tatsuya Setoguchi | S     | 25 maggio 1988    | Giappone             |
| 9  | Yuta Abe          | P     | 8 agosto 1981     | Giappone             |
| 10 | Hidetomo Hoshino  | S     | 29 settembre 1990 | Giappone             |
| 11 | Takahiro Tozaki   | S     | 14 giugno 1995    | Giappone             |
| 14 | Keisuke Sakai     | P     | 25 agosto 1996    | Giappone             |
| 15 | Haku Ri           | C     | 27 dicembre 1990  | Giappone             |
| 16 | Kazuki Ochiai     | O     | 16 novembre 1993  | Giappone             |
| 18 | Yūji Suzuki       | C     | 7 giugno 1986     | Giappone             |
| 19 | Satoshi Umeno     | P     | 7 novembre 1989   | Giappone             |
| 20 | Aung Thu          | S     | 10 luglio 1993    | Birmania             |
| 21 | Naonobu Fujii     | P     | 5 gennaio 1992    | Giappone             |
| 22 | Satoshi Tsuiki    | L     | 16 gennaio 1992   | Giappone             |

## Statistiche

### Statistiche di squadra
| Competizione          | Punti | In casa | In casa | In casa | In trasferta | In trasferta | In trasferta | Totale | Totale | Totale |
| Competizione          | Punti | G       | V       | P       | G            | V            | P            | G      | V      | P      |
| --------------------- | ----- | ------- | ------- | ------- | ------------ | ------------ | ------------ | ------ | ------ | ------ |
| V.League Division 1   | 49/12 | ?       | ?       | ?       | ?            | ?            | ?            | 34     | 20     | 14     |
| Coppa dell'Imperatore | -     | -       | -       | -       | -            | -            | -            | 4      | 3      | 1      |
| Torneo Kurowashiki    | -     | -       | -       | -       | -            | -            | -            | 5      | 3      | 2      |
| Totale                | -     | ?       | ?       | ?       | ?            | ?            | ?            | 43     | 26     | 17     |

G = partite giocate; V = partite vinte; P = partite perse

### Statistiche dei giocatori
| Giocatore    | V.League Division 1 | V.League Division 1 | V.League Division 1 | V.League Division 1 | V.League Division 1 |
| Giocatore    | P                   | PT                  | AV                  | MV                  | BV                  |
| ------------ | ------------------- | ------------------- | ------------------- | ------------------- | ------------------- |
| Y. Abe       | 17                  | 0                   | 0                   | 0                   | 0                   |
| N. Fujii     | 23                  | 30                  | 12                  | 11                  | 7                   |
| Y. Fushimi   | 34                  | 69                  | 45                  | 19                  | 5                   |
| H. Hoshino   | 28                  | 156                 | 128                 | 22                  | 6                   |
| Y. Minemura  | 8                   | 2                   | 1                   | 1                   | 0                   |
| K. Ochiai    | 34                  | 107                 | 96                  | 3                   | 8                   |
| H. Ri        | 25                  | 207                 | 146                 | 32                  | 29                  |
| A. Rouzier   | 30                  | 614                 | 535                 | 44                  | 35                  |
| K. Sakai     | 15                  | 7                   | 2                   | 4                   | 1                   |
| T. Setoguchi | 9                   | 1                   | 1                   | 0                   | 0                   |
| Y. Suzuki    | 34                  | 91                  | 65                  | 6                   | 20                  |
| K. Takahashi | 21                  | 134                 | 87                  | 43                  | 4                   |
| A. Thu       | 33                  | 560                 | 490                 | 41                  | 29                  |
| T. Tomimatsu | 17                  | 94                  | 47                  | 38                  | 9                   |
| T. Tozaki    | 22                  | 51                  | 42                  | 7                   | 2                   |
| S. Tsuiki    | 34                  | 0                   | 0                   | 0                   | 0                   |
| S. Umeno     | 25                  | 10                  | 6                   | 1                   | 3                   |
| S. Watanabe  | 34                  | 0                   | 0                   | 0                   | 0                   |
| Y. Yoneyama  | 33                  | 29                  | 24                  | 5                   | 0                   |

P = presenze; PT = punti totali; AV = attacchi vincenti; MV = muri vincenti; BV = battute vincenti

NB: Non sono disponibili i dati relativi alla Coppa dell'Imperatore, al Torneo Kurowashiki e di conseguenza quelli totali